# Jindřich Schulz
Jindřich Schulz (1. prosince 1940 Olomouc – 6. dubna 2022 Olomouc) byl český historik a vysokoškolský pedagog, v letech 1994 až 1997 děkan Filozofické fakulty Univerzity Palackého (FF UP).  
V mládí vystudoval historii na Filozofické fakultě Univerzity Palackého a geografii na Přírodovědecké fakultě Univerzity Palackého. Poté od roku 1968 pracoval na Univerzitě Palackého, když působil jako výzkumný pracovník na Kabinetu regionálních dějin Katedry historie Filozofické fakulty Univerzity Palackého. Později se habilitoval a Katedru historie sám vedl. Jako pedagog se zaměřoval na dějiny středověku, kartografii a historickou geografii. Vedle svého působení na FF UP byl rovněž externím profesorem na Univerzitě Komenského v Bratislavě a Ostravské univerzitě.
V roce 1990 se stal proděkanem FF UP a v letech 1994 až 1997 byl děkanem FF UP. Po konci ve funkci děkana se Schulz stal prorektorem Univerzity Palackého, přičemž z titulu této funkce se neúspěšně zasazoval o vznik Technické fakulty UP nebo o zavedení školného na vysoké škole. Po konci ve funkci se opět plně věnoval svému odbornému zaměření a stal se autorem několika publikacích pojednávajících o dějinách například města Olomouce. Vedle toho se věnoval také různým geografickým a kartografickým tématům, typicky se zaměřoval na oblast Moravy a Slezska. V letech 2002 až 2006 byl olomouckým zastupitelem. V roce 2010 odešel do důchodu.
Zemřel 6. dubna 2022 v Olomouci.